# Acrotaeniostola quadrifasciata
Acrotaeniostola quadrifasciata är en tvåvingeart som först beskrevs av Günther Enderlein 1911.  Acrotaeniostola quadrifasciata ingår i släktet Acrotaeniostola och familjen borrflugor. Inga underarter finns listade i Catalogue of Life.